# 孫觀漢
孫觀漢（1914年6月7日—2005年10月14日），浙江省紹興縣人，有「台灣原子科學之父」之稱，與作家柏楊為至交。

## 生平
1936年浙江大學化學工程學系畢業，1940年獲美國匹茲堡大學物理學博士，是用閃爍計數器測定中子的第一人，也是用隕石粒子測出月球自行發光的第一人，第一次測定鈾經快中子分裂而產生遲發中子，他在美國擁有四十種以上的專利。
1955年美國西屋公司放射線與核子研究所所長，1959年接受梅貽琦之邀，任新竹國立清華大學原子研究所第一任所長，為台灣裝置了第一座原子爐。柏楊成立平原出版社，令他著作暢銷流通海外，就在此時收到許多海外讀者，包括孫觀漢的來信，柏楊從此認識這位好友。柏楊因大力水手事件入獄期間，孫觀漢曾書函給蔣介石、美國總統卡特、美國參議員，大力營救，柏楊出獄後，兩人更成為至交。1986年榮獲中山學術文化基金會頒發中山技術發明獎。
2005年10月14日晚上11點10分因吸入性肺炎感染腦膜炎於台北榮民總醫院去世。孫教授以關懷社會的愛心，針砭時弊，陸續發表大量的文章，鼓勵大眾“從小事做起”，由九歌出版社出版「孫觀漢全集」。

## 外部連結
- 孫觀漢：生平事略（页面存档备份，存于）